# Ettore Rosa
Ettore Rosa (Cuneo, 5 febbraio 1904 – Cuneo, 16 maggio 1960) è stato un partigiano e politico italiano, primo sindaco di Cuneo dopo la caduta del fascismo.

## Biografia
Capitano di complemento degli Alpini, era tornato dal fronte greco-albanese in precarie condizioni di salute, ma ciò non gli impedì di portarsi in Valle Gesso ed entrare nella Resistenza.
Il 12 settembre Ettore Rosa era già alla Madonna del Colletto di Valdieri. Col nome di battaglia di Ettore, gli fu subito affidato il comando della II banda "Italia Libera" di Valle Stura. Per il coraggio e la determinazione dimostrati, fu presto a capo della Brigata Giustizia e Libertà della stessa valle e, in seguito assunse il comando della I Divisione di quelle formazioni, poi del Gruppo Divisioni "Giustizia e Libertà" del Cuneese e, infine, della V Zona partigiana del Piemonte. È in questa veste che, tra il 25 e il 28 aprile 1945, diresse l'assalto a Cuneo e la sua liberazione.
Subito nominato dal CLN sindaco di Cuneo, lasciò presto l'incarico per dedicarsi alla professione di geometra.
Nel 1951 Ettore Rosa fu il primo cittadino italiano ad essere insignito, dal Presidente Luigi Einaudi, dell'Ordine militare d'Italia.
È morto stroncato da un infarto.